# Гай Виторий Хозидий Гета
Вижте пояснителната страница за други личности с името Гета.
Гай Виторий Хозидий Гета (на латински: Gaius Vitorius Hosidius Geta) е римлянин, политически и обществен деец в Римската империя през 1 век, роднина на римския император Септимий Север.

## Биография
Произлиза от клон Гета на фамилията Витории – Хозидии.
Син е на сенатора, оратора и юриста Марк Виторий Марцел (суфектконсул 105 г., проконсул на провинция Африка 120/122 г.) и на Хозидия Гета, дъщеря на сенатора и военачалника Гней Хозидий Гета (суфектконсул 47 г.). Брат е на Витория (* 85 г.), която се омъжва за Луций Септимий Север (конник) и става майка на Публий Септимий Гета, който е баща на император Септимий Север.
Гета се споменава от приятелите на баща му Стаций и Квинтилиан. Поетът Стаций го споменава в четвъртата си книга – стихосбирка Silvae, а с Квинтилиан води кореспонденция
Гета става жрец в колегията на арвалските братя.